# Crono delle Nazioni 2011
La Crono delle Nazioni 2011, trentesima edizione della corsa e valida come evento dell'UCI Europe Tour 2011 categoria 1.1, si svolse il 16 ottobre 2011 su un percorso di 48,3 km. Fu vinta dal tedesco Tony Martin che giunse al traguardo con il tempo di 56'20", alla media di 51,4 km/h.
Risultarono classificati 28 dei 30 ciclisti iscritti alla competizione.

## Classifica (Top 10)
| Pos. | Corridore       | Squadra        | Tempo   |
| ---- | --------------- | -------------- | ------- |
| 1    | Tony Martin     | HTC-Highroad   | 56'20"  |
| 2    | Gustav Larsson  | Saxo Bank      | a 2'03" |
| 3    | Alex Dowsett    | Sky Procycling | a 2'50" |
| 4    | Stef Clement    | Rabobank       | a 3'20" |
| 5    | David Millar    | Garmin         | a 3'51" |
| 6    | László Bodrogi  | Type 1         | a 3'58" |
| 7    | Stijn Devolder  | Vacansoleil    | a 4'05" |
| 8    | Lieuwe Westra   | Vacansoleil    | a 4'10" |
| 9    | Thomas De Gendt | Vacansoleil    | a 4'53" |
| 10   | Markel Irizar   | RadioShack     | a 5'00" |